# لهوتا و پریبرامی
لهوتا و پریبرامی (به چکی: Lhota u Příbramě) یک منطقهٔ مسکونی در جمهوری چک است که در ناحیه پریبرام واقع شده‌است.